# أبو حسيبة (قرية)
قرية أبو حسيبة  هي إحدي القرى التابعة لمركز مطاي بمحافظة المنيا في جمهورية مصر العربية. حسب إحصاءات سنة 2006، بلغ إجمالي السكان في أبو حسيبة 4725 نسمة، منهم 2312 رجل و2413 امرأة.